# ارس معبد
جونیپروس ریجیدا (نام علمی: Juniperus rigida) نام یک گونه از سرده ارس است.
در جنگل های ارسباران این نوع درختچه به وفور یافت میشود.

## نگارخانه

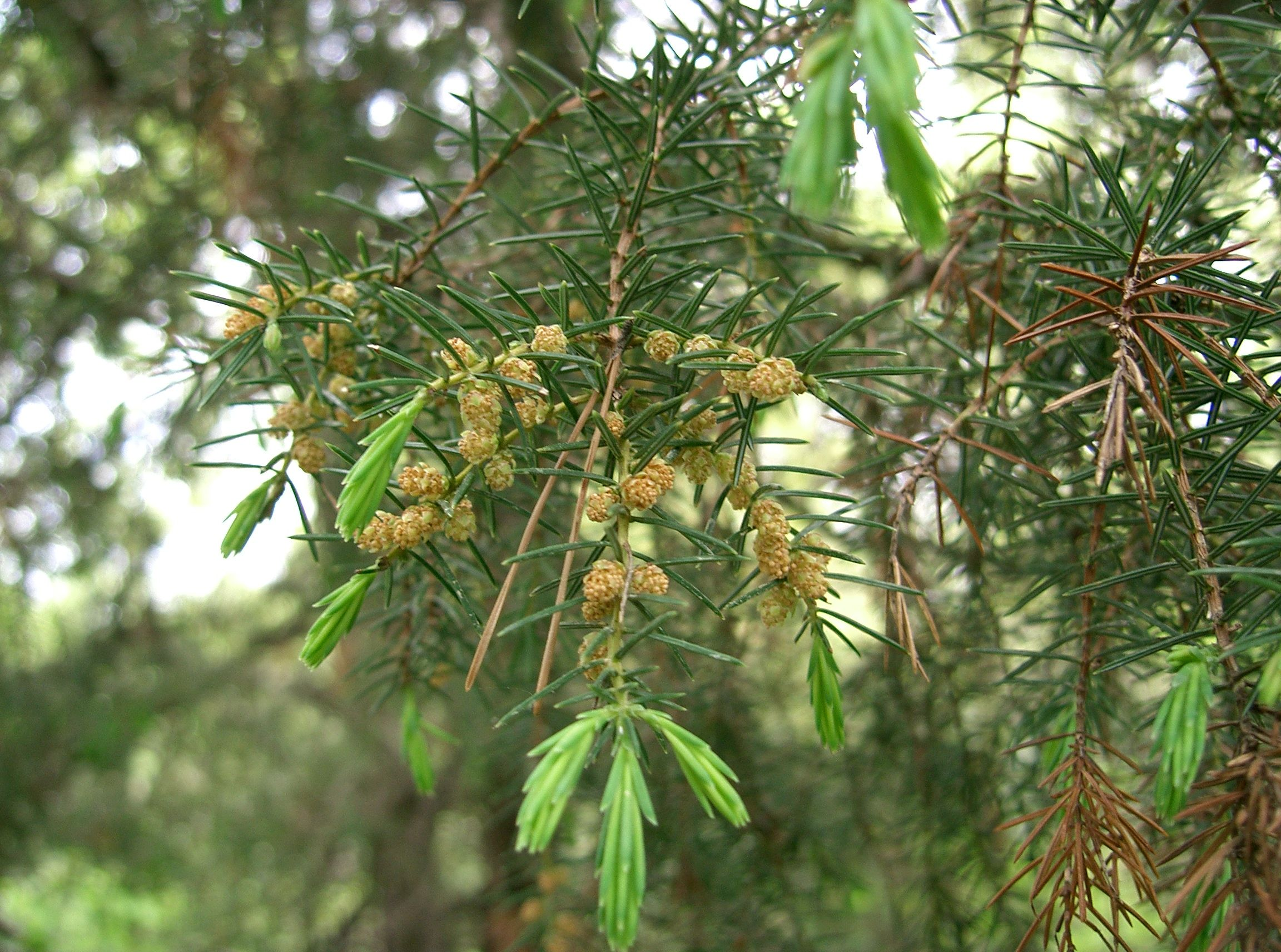
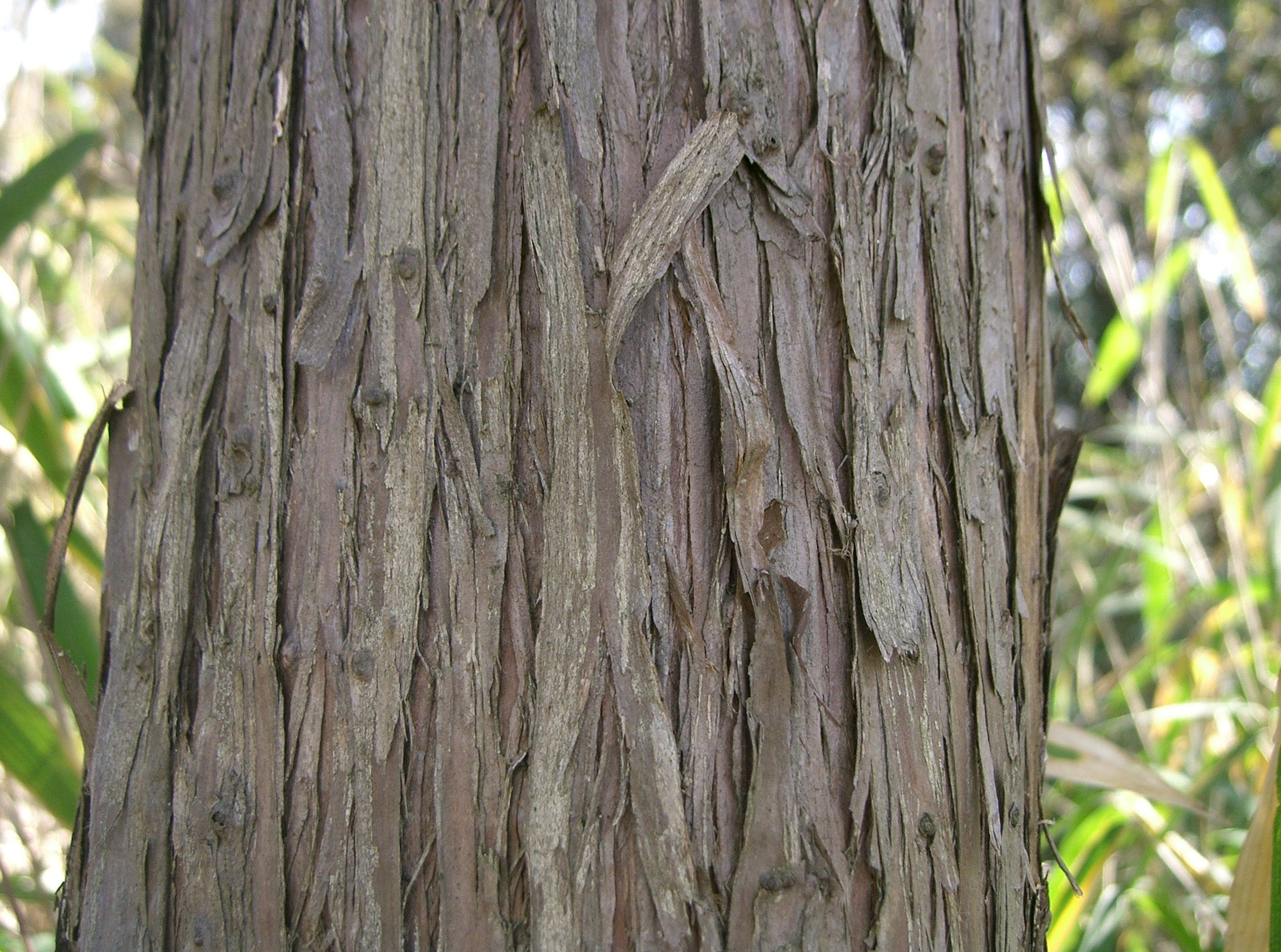
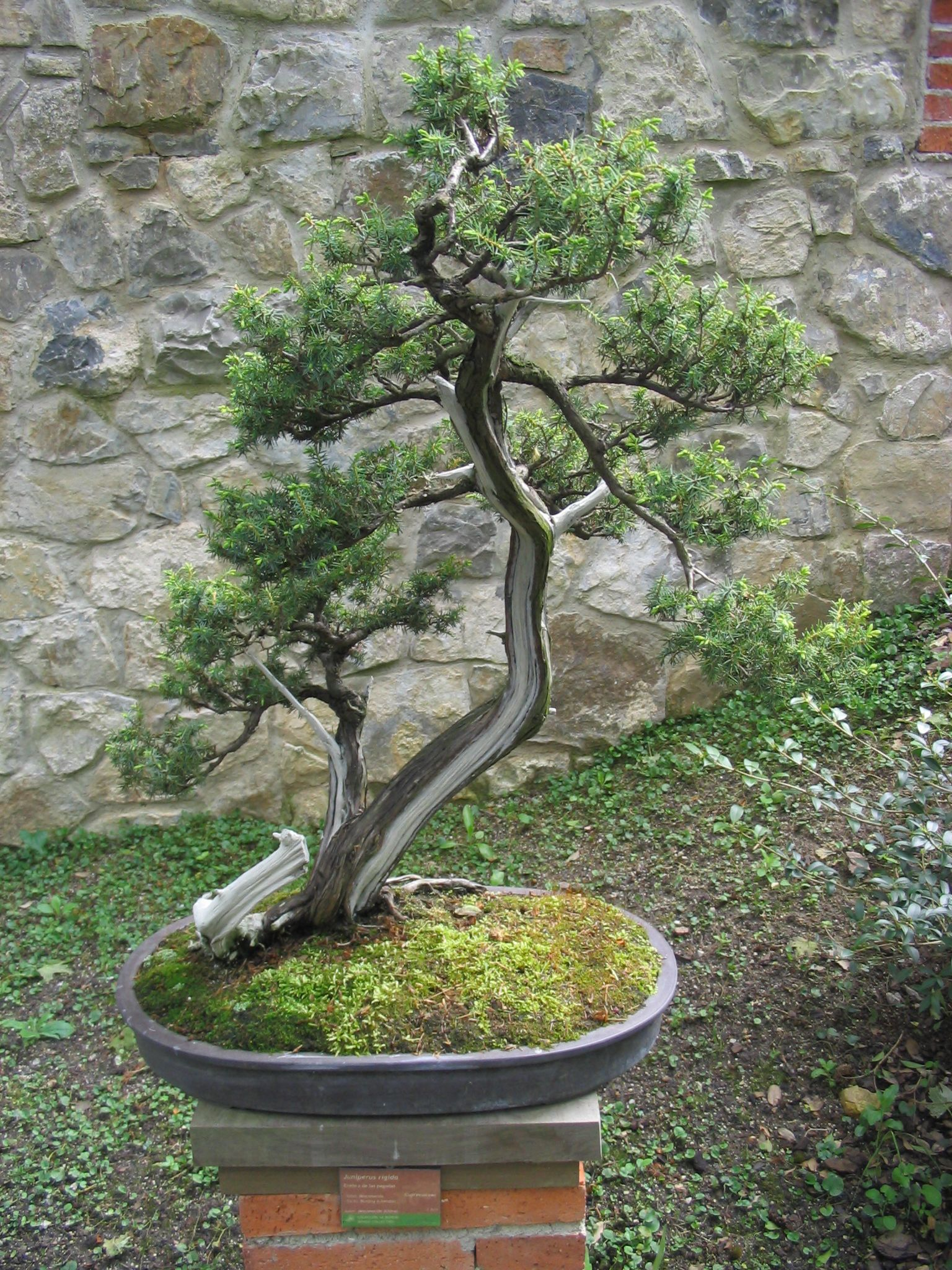